# 최연수 (모델)
최연수(1999년 7월 15일 ~ )는 대한민국의 모델이다. 2018년 2019 S/S 서울패션위크(SFW) 필레 쇼로 데뷔했다.

## 방송
- 개밥 주는 남자 시즌2 (2017)
- PRODUCE 48 (2018) - 발표순위 66위
- 개밥 주는 남자 개묘한 여행 (2019)
- 너의 MBTI가 보여 (2021) - 이혜안 역
- 어른연습생 (2021) - 세영 역
- 돈 라이 라희 (2022) - 고민영 역

## 영화
- 다시 만난 날들 (2020) - 젬마 역